# メグ・ホイットマン
マーガレット・クッシング・“メグ”・ホイットマン（Margaret Cushing “Meg” Whitman, 1956年8月4日 – ）は、アメリカ合衆国の実業家、外交官。駐ケニア大使。実業界ではeBayやヒューレット・パッカード・エンタープライズの社長兼最高経営責任者を務めた。
夫はスタンフォード大学医療センターの神経外科医グリフィス・ハーシュ4世で、2人の息子がいる。

## 経歴
ニューヨーク州ロングアイランド生まれ。コールド・スプリング・ハーバー高校を優秀な成績で卒業後、医師を志しプリンストン大学で物理学と数学を学ぶが、後に経済学に専攻を代え、1978年に学士を取得した。1979年にはハーバード・ビジネス・スクールで経営学修士を取得した。
1979年から1981年まではプロクター・アンド・ギャンブルに勤務、ブランディングの経験を積む。退社後はベイン・アンド・カンパニーに8年間勤務し、ヴァイスプレジデントにまで昇進。1989年から1992年まではウォルト・ディズニー・カンパニーの Disney Consumer Products 部門マーケティング担当シニア・バイス・プレジデントを務め、Discover 誌の買収や日本における最初のディズニーストアの開店を指示した。1992年から1995年までは製靴会社 Stride Rite Corporation の Stride Rite Childrens 部門社長を務め、1995年から1997年まではネット生花店 Florists' Transworld Delivery の社長兼最高経営責任者を務めた。1997年から1998年まではハズブロの Preschool 部門のゼネラルマネージャーを務めた。
1998年3月、従業員数30人程度の規模だったeBayの社長兼最高経営責任者に就任。退任する2008年3月までに世界的なインターネットオークション会社に成長させた。プロクター・アンド・ギャンブル、ドリームワークス・アニメーションSKGの取締役も務めていたが、2009年に辞任した。
2002年、母校プリンストン大学に3000万ドル以上の寄付を行った。寄付金を元に、2007年秋に寄宿制カレッジの Whitman College が建設された。
2009年9月22日、共和党からの2010年カリフォルニア州知事選出馬を正式に表明した。2010年6月8日党の予備選挙で勝利し、同年11月2日の最終選挙で民主党のジェリー・ブラウン候補と闘ったが敗退した。
2011年9月22日、ヒューレット・パッカード前任CEOの退任に伴い、CEOに就任。2015年の同社分割後はヒューレット・パッカード・エンタープライズの社長兼CEOを引き続き務めていたが、2017年に退任した。その間の2014年には「フォーブス」の「世界で最もパワフルな100人の女性」の20位に選ばれた。
2018年8月には動画ストリーミングサービス Quibi を立ち上げたが、2020年12月に解散した。
2021年12月、大統領のジョー・バイデンから駐ケニア大使に指名された。上院外交委員会での公聴会を経て、2022年7月14日の上院採決で人事案が可決。8月5日、ケニアの大統領ウフル・ケニヤッタに信任状を捧呈して着任した。